# Kofarnihon (rzeka)
Kofarnihon, także: Kafirnigan – rzeka w Tadżykistanie, prawy dopływ Amu-darii. Długość – 387 km, powierzchnia zlewni – 11,6 tys. km², średni przepływ - 156 m³/s. Źródła w Górach Hisarskich na wschód od Duszanbe.